# Savannah (Georgia)
Savannah (/səˈvænə/) è un comune (city) degli Stati Uniti d'America e capoluogo della contea di Chatham nello Stato della Georgia. La popolazione era di 136 286 abitanti al censimento del 2010, il che la rende la quinta città più popolosa dello stato. Fondata nel 1733 sul fiume omonimo, la città di Savannah divenne la capitale della provincia della Georgia della colonia britannica e più tardi fu la prima capitale statale della Georgia. Strategica città portuale nella rivoluzione americana e durante la guerra civile americana, Savannah è oggi un centro industriale e importante porto dell'Atlantico.
Ogni anno Savannah attrae milioni di visitatori nelle sue strade, parchi e notevoli edifici storici: il luogo di nascita di Juliette Gordon Low (fondatrice delle Girl Scouts of the USA), la Georgia Historical Society (la più antica società storica operante nel Sud), la Telfair Academy of Arts and Sciences (uno dei primi musei pubblici del Sud), la First African Baptist Church (una delle più antiche congregazioni battiste afroamericane negli Stati Uniti), la Temple Mickve Israel (la terza sinagoga più antica in America), e il complesso della piattaforma girevole della Central of Georgia Railway (la più antica struttura ferroviaria dal dopoguerra in America).
L'area del centro di Savannah, che include il Savannah Historic District, il Savannah Victorian Historic District, e 22 piazze con giardino pubblico, è uno dei più grandi nel National Historic Landmark degli Stati Uniti (designato dal governo degli Stati Uniti nel 1966). Il centro di Savannah mantiene in gran parte il piano urbano originale prescritto dal fondatore James Oglethorpe (un progetto oggi noto come Oglethorpe Plan). Savannah è stata la città ospitante per le competizioni a vela durante i Giochi della XXVI Olimpiade tenutasi ad Atlanta.

## Geografia fisica
Sorge sulla riva destra dell'omonimo fiume e dista 32 km dalla costa atlantica. Secondo lo United States Census Bureau (2011), ha un'area totale di 281,5 km², di cui 267 km² di terra e 15 km² di acqua. 
È il porto più importante e grande della Georgia. Nelle sue vicinanze scorre pure il fiume Ogeechee che funge da confine meridionale della città. Si trova al confine con la Carolina del Sud. Savannah è ad alto rischio di alluvioni sia per i frequenti temporali che per una scarsa elevazione sopra il livello del mare, rischio che aumenta durante gli uragani, e per ovviare ai danni procurati dalle alluvioni improvvise sono state costruite molte stazioni di pompaggio. La città ha 5 canali.

### Clima
Savannah ha un clima subtropicale secondo la (scala di Köppen), caratterizzata da estati lunghe e semi-tropicali e inverni brevi e miti, la città registra ogni anno pochi giorni di freddo intenso e rare nevicate, dovuta alla sua vicinanza alla costa atlantica raramente Savannah ha avuto temperature estreme come nell'entroterra. La temperatura più bassa è stata registrata nel Gennaio del 1985 ed era di −16 °C mentre la temperatura più alta è stata registrata nel Luglio del 1986 ed era di 41 °C. Savannah tende ad avere calde ed umide estati con frequenti ma brevi temporali che sviluppano delle masse d'aria che vanno da Giugno a Settembre. Gli inverni sono soleggiati e miti con una media di 16 °C.

## Storia

### Precedente villaggio nativo
Prima dell'arrivo degli inglesi sul sito dell'attuale città sorgeva un villaggio dalla recente tribù nativa americana degli Yamacraw creata e governata dal capotribù Tomochichi. 

### Fondazione
Il 12 febbraio 1733 il generale James Edward Oglethorpe e vari coloni sbarcarono a Yamacraw Bluffs inviati dal re con lo scopo di creare un avamposto per difendere le due province della Carolina dalla Florida spagnola e dalla Louisiana francese.
Essi furono accolti dai nativi Yamacraws, dal loro capo Tomochichi e dai 2 commercianti anglo-nativi John e Mary Musgrove, che fecero da interpreti per le due popolazioni: quello stesso giorno nacque Savannah, nel terreno di una precedente città yamacraw, e di conseguenza venne creata la provincia della Georgia.
Nel 1751 la Georgia divenne colonia reale e Savannah ne divenne la capitale.

### La rivoluzione Americana
Dopo lo scoppio della Rivoluzione americana Savannah divenne il porto commerciale più a sud delle Tredici Colonie. Nel 1778 le truppe britanniche occuparono la città e l'anno seguente le truppe franco-statunitensi tentarono di riconquistarla fallendo però nell'intento, gli inglesi abbandonarono la città nel 1782 quasi al termine della rivoluzione che vide la sconfitta inglese.

### XIX secolo e Guerra Civile
Nel 1804 Savannah passò il ruolo di capitale dell'ormai stato della Georgia a Milledgeville. Durante tutto il secolo fu un porto prospero tanto da diventare la sesta città più popolosa della confederazione. Il generale William T. Sherman puntò sulla Georgia e arrivato a Savannah, per non far devastare la città, le autorità locali negoziarono la pace e le truppe unioniste occuparono la città senza fare danni.

## Società

### Evoluzione demografica
Secondo il censimento del 2010, la popolazione era di 136 286 abitanti.

### Etnie e minoranze straniere
Secondo il censimento del 2010, la composizione etnica della città era formata dal 38,3% di bianchi, il 55,4% di afroamericani, lo 0,3% di nativi americani, il 2,0% di asiatici, lo 0,1% di oceaniani, l'1,8% di altre razze, e il 2,1% di due o più etnie. Ispanici o latinos di qualunque razza erano il 4,7% della popolazione.

## Infrastrutture e trasporti
La città è servita da una tranvia esercitata con vetture storiche e dall'Aeroporto Internazionale di Savannah/Hilton Head.

## Amministrazione

### Gemellaggi
- Batumi[2]
- Halle
- Jiujiang
- Kaya
- Patrasso